# Senatobia
Senatobia é uma cidade localizada no estado americano de Mississippi, no Condado de Tate.

## Demografia
Segundo o censo americano de 2000, a sua população era de 6682 habitantes.
Em 2006, foi estimada uma população de 6878, um aumento de 196 (2.9%).

## Geografia
De acordo com o United States Census Bureau tem uma área de
27,9 km², dos quais 27,8 km² cobertos por terra e 0,1 km² cobertos por água. Senatobia localiza-se a aproximadamente 105 m acima do nível do mar.

## Localidades na vizinhança
O diagrama seguinte representa as localidades num raio de 24 km ao redor de Senatobia.